# Raúl Lavista
Pour les articles homonymes, voir Lavista.
Raúl Lavista Peimbert (né le 31 octobre 1913 à Mexico et mort le 19 octobre 1980 à Mexico) est un musicien, un chef d’orchestre et un compositeur mexicain. Il fut le fondateur associé de la Société des auteurs et compositeurs du Mexique (SCAM) (es). Raúl Lavista a composé de nombreux thèmes musicaux pour des œuvres cinématographiques de l’époque appelée l’âge d’or du cinéma mexicain. Parmi ces œuvres on retrouve Le Fleuve de la mort (El río y la muerte, 1955) et L'Ange exterminateur (El ángel exterminador, 1962), deux films réalisés de Luis Buñuel, ainsi que Les Frères Del Hierro (Los hermanos Del Hierro, 1961) réalisé par Ismael Rodríguez.

## Biographie
À l’âge de 10 ans, il donne un récital de piano comprenant ses propres compositions. Il sera alors considéré comme un enfant prodige. En 1930, il intègre la Faculté de musique de l'Université nationale autonome du Mexique. Manuel María Ponce était son professeur de contrepoint et de composition.
Il étudia auparavant au Conservatoire National de Musique (Mexico) (es) la direction d’orchestre auprès de Silvestre Revueltas avec qui il étudia également la composition.
Il dirigea l’orchestre symphonique national (Mexique) et l'orchestre philharmonique de l'UNAM (OFUNAM). Il composa des chansons et des œuvres pour l’orchestre symphonique et anima également des émissions de radio.
Raúl Lavista orienta une partie de sa vie professionnelle vers le cinéma : il composa la bande originale de plus de 300 films de 1937 jusqu'à sa mort, et obtint de nombreux prix parmi lesquels six prix Ariel de l’Académie mexicaine des arts et des sciences cinématographiques. La SCAM compte 378 œuvres composées par le maître Lavista.
Raúl Lavista, qui fut le fondateur associé de la Société des auteurs et compositeurs du Mexique, est décédé le 19 octobre 1980 à Mexico.
Le compositeur mexicain Mario Lavista est son neveu.

## Filmographie
- 1960 : Pour l'amour de Mike (None but the Brave ou For the Love of Mike) de George Sherman
- 1960 : El esqueleto de la señora Morales de Rogelio A. González
- 1963 : El hombre de papel d'Ismael Rodríguez

## Voir également
- SCAM (es)